# ジェマル・レシット・レイ
ジェマル・レシット・レイ（Cemal Reşit Rey、1904年10月25日 - 1985年10月7日）は、トルコの作曲家。
エルサレム出身。1914年から1919年にかけてジュネーヴ音楽院でマルグリット・ロンにピアノを学び、1923年までパリでラウル・ラパラに作曲を学んだ。1932年よりイスタンブール音楽院で作曲とピアノの教授となった。1946年より交響楽団の指揮者となり、1949年からイスタンブール・ラジオの音楽監督となった。ハサン・フェリット・アルナル、ウルヴィ・ジェマル・エルキン、アフメト・アドナン・サイグン、ネジル・カズム・アクセスらと「トルコ5人組」を形成した。
作品にはオペラ、オペレッタ、2つの交響曲、2つの交響詩、3つの交響的スケルツォ、3つのピアノ協奏曲、2つのヴァイオリン協奏曲、チェロ協奏曲、ピアノ曲、歌曲などがある。